# Новая Пунерь
Новая Пунерь — деревня в Кстовском районе Нижегородской области. Входит в состав Большемокринского сельсовета.

## География
Деревня находится на расстоянии приблизительно 11 километров по прямой на юго-запад от города Кстово, административного центра района.

## Современное состояние
Деревня в настоящее время имеет дачный характер. Магазина нет.

## Население
Постоянное население составляло 44 человека (русские 100%) в 2002 году, 2 в 2010.